# AEG

AEGブランドロゴ。ペーター・ベーレンスのデザイン。

AEG（ドイツ語読み：アーエーゲー、英語読み：エーイージー）は、ドイツの電機メーカー。Allgemeine Elektricitäts-Gesellschaft（アルゲマイネ・エレクトリツィテート・ゲゼルシャフト、総合電気会社）の略である。ゼネラル・エレクトリックと世界市場を分け合い、空前の輸出量を記録した。家電・発電機・自動車・航空機を製造し、鉄道の電化も手がけた。ドイツ再統一の前後に各事業が親会社ダイムラーもろともシュナイダーエレクトリックなどに分譲された。

## 概要

### テレフンケンを吸収するまで
1883年、トーマス・エジソンの特許を取得したユダヤ人実業家エミール・ラーテナウ（政治家ヴァルター・ラーテナウの父親）が、ジーメンス・ウント・ハルスケと数行の支援を受けドイツ・エジソン社（Deutsche Edison-Gesellshaft, DEG）を創業した。これがAEGとなり、ベルリンのアメリカ資本として世界史を動かした。1903年、ラーテナウがウニオン社（Union-Elektricitäts-Gesellschaft）を吸収合併するため親会社のゼネラル・エレクトリック（GE）と協議し、同年秋に合意を得た。20世紀初頭、にわかに多国籍企業となってGEと世界規模のカルテルを結んだ。そしてシーメンスと並ぶ独占資本となり、第一次世界大戦でも両社は協力した。AEGをめぐるGEとシーメンスの綱引きは戦後処理をきっかけとして一挙に後者が有利な展開となった。ヴァイマル共和政は合衆国資本の虜となったのである。AEGは1929年の増資に際し、株式資本の1/4にあたる額面1億マルクをGEへ2億マルクで売却した。この資金提供と引き換えにAEG はGE に監査役の席を5つ与えたが、その一つはオーウェン・D・ヤングが占めた。このような経緯からJPモルガンと緊密なコルレス関係にあるドレスナー銀行がAEGの伝統的なメインバンクであった。
このドレスナーがダナート銀行をかばって傾くと、AEG はナチスドイツの統制経済に組み込まれた。ほとんどの設備をAEG は第二次世界大戦で焼失した。その代わり1946年10月、リーダーのビューヒャーが放免された。AEG は戦後西ドイツにおける独占解体を免れ、復古的な米仏資本による経済の奇跡を享受した。主権の回復された1954年から増資を続け、ベルリンの壁ができてからの軍需生産を担った。この目的で1967年、テレフンケンを100％支配して吸収合併した。

### AEGコンツェルン解体始末
AEG はドイツの電力事業にも貢献した。ウニオン社に同じく1892年、エレクトロヴェルケ（Elektrowerke）が設立された。1917年9月、ドイツ帝国がAEGのエレクトロヴェルケを買収した。ヴァイマル期（1926年）のエレクトラヴェルケも、やはりバイエルン電力（VIAG, 現E.ON）を通じて100％連邦所有であった。その供給する電力は、供給量がRWEより一回り小さい程度であったが、しかし供給先がベルリンの、アルミニウム精錬を切り口とする諸工業へ集中していた。バイエルン電力は1986年から民営化されていった。
1985年、AEGがダイムラー・ベンツに買収された。これはドイツ銀行の勢力下に移ったことを示す大事件であり、ドイツ経済の再編成とも評された。しかしドイツ銀行が1989年にモルガン・グレンフェルを買収したことを考えると、AEG買収は同社のアーリア化でもドイツ資本化でもなく、ドイツ経済がドイツ銀行という根幹から米仏資本として再編成されるプロセスだったということになる。同1989年からダイムラーごとAEGは解体されていった。1992年アトラスコプコがAEGの電機部門を買収した。同年アルカテル＝アルストムがAEGのケーブル部門（AEG Kabel）を買収し、ドイツ政府が欧州委員会に抗議する国際紛争に発展した。1994年、シュナイダーエレクトリックがオートメーション部門を、エレクトロラックスが家電部門をそれぞれ買収した。
AEG はベルリン近郊のヘニヒスドルフ（Hennigsdorf）にて、鉄道車両（特に電気機関車）の製造も行っていた。ドイツ・エジソン社がAEGへと社名を変更した1887年に、AEG はドイツエジソン会社が興したベルリン電力会社（現バッテンフォール）の業務を引き継いだ。先述のウニオン社買収もAEGの鉄道史である（1903年）。1915年、ベルリン電力会社は市有化された。1927年、ベルリン電力会社の人材は今日悪名高い信用情報集積所（Schufa）を設立した。第二次世界大戦後、AEGのヘニヒスドルフ工場は東ドイツ側に属したため、社名を機関車製造電気技術工場（Lokomotivbau Elektrotechnische Werke, LEW）に変更した。LEW社はドイツ再統一が成って西ドイツ側のAEG社に吸収された。AEG社の鉄道車両製造部門は後にヘンシェルとの合併、アドトランツへの吸収などを経て、ボンバルディア・トランスポーテーションの一部となった。その後ボンバルディア・トランスポーテーションもアルストムに買収されたことから同社の一部となっている。

## モルガン対ジーメンス

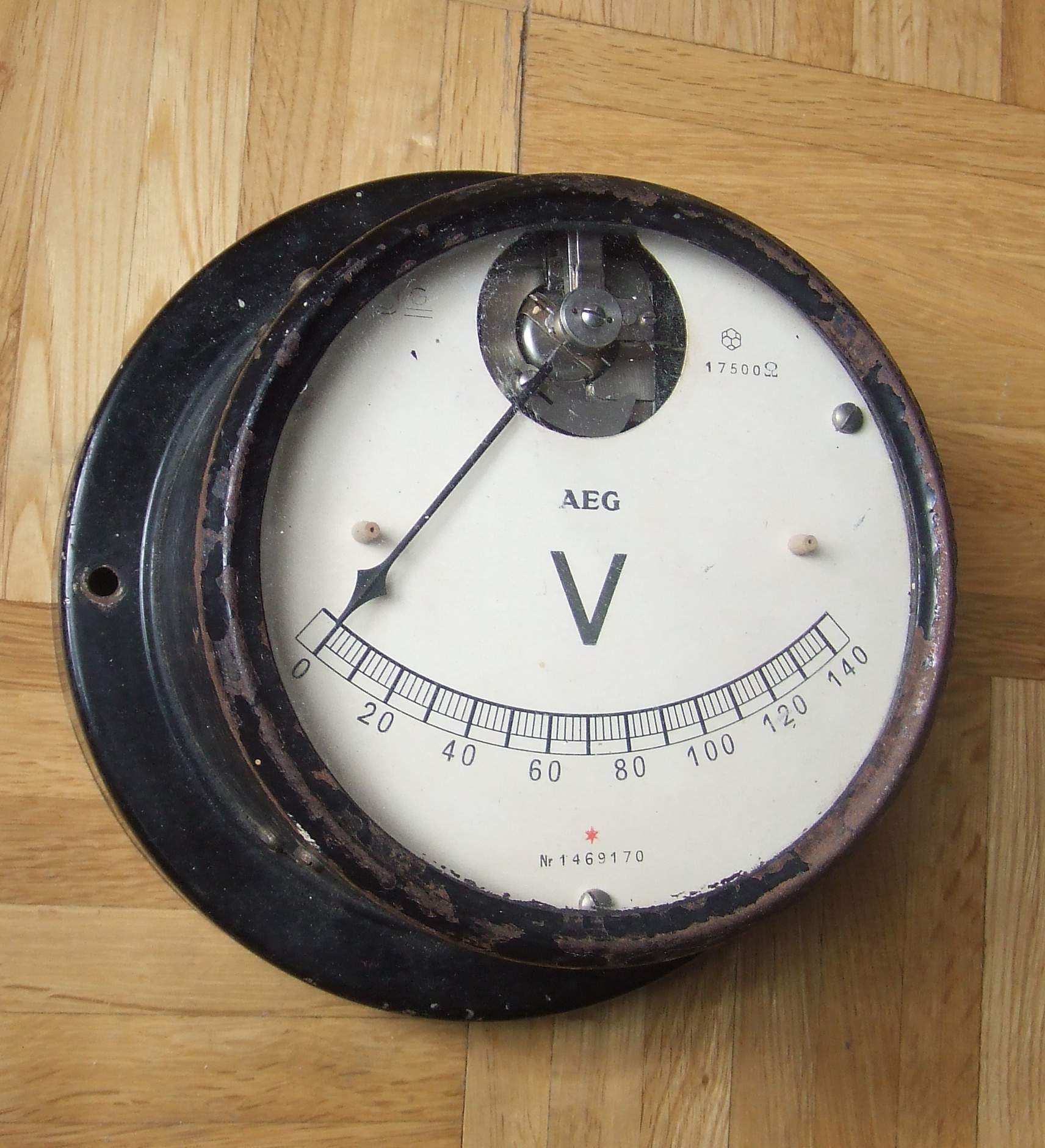
ベーレンスがデザインした電気計器（電圧計）

1894年、AEG は67万マルクを払ってジーメンス・ウント・ハルスケから完全独立した。1903年、AEGの支配権をめぐる競争がおこった（本段落のテーマ）。AEG は同年に電車車両製造で知られたウニオン社を吸収した。GE の合意が必要だった理由を説明する。ウニオン社は1892年ボストンのトムソン・ヒューストン（Thomson-Houston Electric Company）が参加して設立されたものであった。トムソン・ヒューストンは同時期にドレクセル・モルガン社の融資でGE に吸収合併されていた。そこでAEG がウニオン社を吸収する際にはGE と協議しなければならなかった。1907年、AEGとGEとの間にカルテルが締結され、AEGが欧州市場を、GEが北米市場を、それぞれ自社の販売地域とした。一方でAEG は1903年ジーメンス・ウント・ハルスケとの合弁会社テレフンケンを設立した。このテレフンケンはシーメンスのフェルディナント・ブラウンやGEのグリエルモ・マルコーニと無線開発を競った。ジーメンス・ウント・ハルスケは同年にAEGと合弁で無線電信会社（Gesellschaft für drahtlose Telegraphie m.b.H.）を設立した。第一次世界大戦の直前、いわゆる戦争資材会社（Kriegsrohstoffgesellschaft）が設立された。そしてシーメンスとAEGが大株主となった。
終戦によりAEGをめぐる競争はモルガンの勝利が明白となった。1919年、無線業界で国際カルテルが結ばれた（ドイツ＝オーストリア電信連合#無線の時代）。1920年の前後にわたり、AEG はM・M・ヴァールブルク&COの貿易金融によりアメリカへ輸出し、見返りとしてヴァールブルクはAEG 新規発行社債の1/4をグッゲンハイム家に売却できた。

## モルガン対ナチス
1933年には同社の技術者であるEduard Schüllerによってテープレコーダーの磁気ヘッドが開発され、1935年に「マグネトフォン（Magnetophon）」の名で市販されたが当時はまだ直流バイアス式で音質が悪かった。音質が向上したのは1940年のヴァルター・ヴィーベルとHans-Joachim von Braunmühlによる高周波バイアス方式の発明まで待たなければならなかった。これら製品はナチス・ドイツのメディア戦略に貢献し、AEGは利潤を獲得していった。1941年、AEGがテレフンケンを子会社化。戦争の直前期に無線局観測ヘリなどを開発した。
1935年にエネルギー産業法が制定された。これにより、それまで各州が独立して行っていた電力政策が連邦の経済大臣に統括されることとなった。ナチスは翌年10月に「価格形成連邦委員会（Reichskommiser für Preisbilding）」を、1939年9月に「電力業連邦機関（Reichsstelle für Elektrizitätswirtschaft）」を設立した。1941年ライフラインを統合して「水道エネルギー総督府（Generalinspektor für Wasser und Energie）」を設置した。ナチスは列挙したような人的統制によりAEGをふくむ電力業を統制しようとした。しかしエネルギー産業法は各州の反対を受けたので、国内の電力業を国有化・民営化・混合化いずれに落ち着けるのか、さらに電力供給を都市へ集中させるのかどうか、方向性を結論しないまま成立していた。

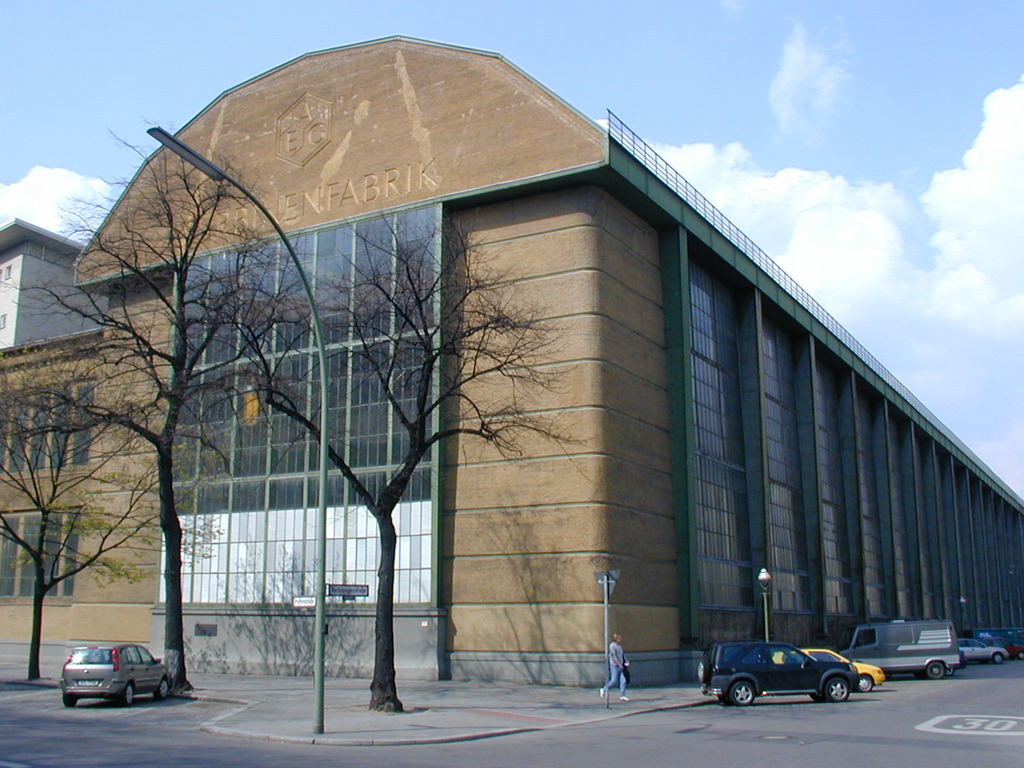
AEGの工場もベーレンス作品の一つである。

第二次世界大戦後、シーメンスとAEG はドイツ版逆コースによって全く独占解体を免れた。ビューヒャーが一時戦犯として退いてほどなく、AEG旧幹部のシュペンラート（Friedrich Spennrath）が取締役会長となった（1947年）。その前年にベルリンの金属労働組合がシュペンラートを戦犯として追及するよう決議したが、西側占領当局は決議を黙殺した。西ドイツの主権回復までマーシャル・プランが更地をもてあますAEG に巨額の復興信用（Wiederaufbaukredit, 見返り資金からの借款）を与え続け、AEGはおびただしい工場を建設した。主権回復後の1955-56年に、AEG は直属の企業体だけで1億マルク以上の設備投資を行った。その設備でコンツェルンの総力をあげた軍需生産を展開した。なお、通貨改革以後1960年までの12年間において、コンツェルンとしてのシーメンスとAEGの投資総額はそれぞれ18億マルクと8億マルクであった。主権回復の前後には、国家政策で過大償却が推進され、合法的な秘密積立金制度として利潤を隠蔽、資本蓄積を促進していた。西ドイツの輸出先は戦前と違い、1960年だと6割強が西欧で、アメリカはたったの8.9％であった。再生産としてAEG はオーストリアやブラジル・アルゼンチンへ自社ブランドの参与会社を設けた。一方、テレフンケンもアメリカのテルディクス（Teldix）へ50％参加したが、なかんずくフランスのラジコンメーカー（Société Européenne de Téléguidage）に対する20％の参与はNATOの支柱であった。